# Guy Lardreau
 (octobre 2017).
Guy Lardreau, né le 28 mars 1947 dans le 20e arrondissement de Paris et mort le 6 juillet 2008 à Dijon, est un philosophe et professeur de philosophie français (directeur de programme au Collège international de philosophie de 1995 à 2001). Dans les années 1960, il fut un penseur influent  du courant maoïste, puis fit partie des Nouveaux philosophes.

## Biographie
Guy Lardreau est le benjamin d’une famille de quatre enfants. Son père et sa mère sont tous deux enseignants. En avril 1971, il épouse Nicole Péaud-Lenoël, dont il a un fils, Jacques. En décembre 1994, il devient l’époux d’Esther Cotelle.
Il fait ses études secondaires au lycée Charlemagne à Paris. En 1964, il reçoit le premier prix de philosophie du Concours général, et entre au Lycée Louis-le-Grand, où il prépare le concours de la rue d’Ulm. Il a alors pour professeurs de philosophie René Schérer, en hypokhâgne, et Louis Guillermit, en khâgne. C’est en hypokhâgne qu’il rencontre Michel Guérin, avec lequel il se lie, pour toujours, d’amitié.

« Intégrer la rue d'Ulm, confie-t-il au Monde, nous était un devoir, car le “caïman” [préparateur à l'agrégation] s'appelait Althusser. Personnellement, la vie telle qu'elle va me paraissait dégoûtante. Qu'il y ait de la différence, de l'injustice, m'était insupportable. Alors, la voie naturelle d'un jeune comme moi, c'était d'entrer à l'École normale supérieure et d'être payé pendant quatre ans pour apprendre le marxisme-léninisme. »

En 1966, il publie un premier roman, Les Cheveux d’Epsilon, au Mercure de France, dans la collection L’Initiale. Jusqu’à la fin avril 1968, il milite au sein de la cellule Leo Frankel de Louis-le-Grand, à l’Union des jeunesses communistes marxistes-léninistes (UJCml). En mai 1968, il organise, avec d’autres militants, des manifestations en banlieue, et durant le mois qui suit, il milite au sein du Mouvement de Soutien aux Luttes du Peuple (MSLP). En septembre 1968, il participe au petit groupe fondateur de la Gauche prolétarienne ; il contribue d’abord, avec Christian Jambet, à rallier le secteur lycée de l’UJCml, puis milite à la Goutte d’Or, et devient rédacteur en chef du journal La Cause du peuple (successivement dirigé par Jean-Pierre Le Dantec, Michel Le Bris, et par Jean-Paul Sartre), jusqu’à la fusion de La Cause du peuple et de J’accuse en 1971 où, à peu près en même temps que Jean-Claude Milner, il quitte la gauche prolétarienne.
Le cheminement intellectuel de ce maoïste atypique trouve son aboutissement avec la parution du Singe d'or en 1973, qui porte sur le concept d'étape du marxisme.
À partir de 1971, il commence à suivre les cours de Michel Foucault au Collège de France. Débute également sa carrière de professeur. Après avoir exercé quelques mois en banlieue parisienne, il est nommé en 1972, au titre de l’agrégation de philosophie, professeur à l’École normale d’instituteurs, puis professeur au lycée Jacques-Amyot, à Auxerre, où il reste jusqu’en 1983.
Il cosigne avec Christian Jambet qui est alors son collègue immédiat, L’Ange, Le Monde, ainsi que de nombreux articles. Publié en 1976 dans la collection Figures chez Grasset, L’Ange connaît un succès éditorial, fondé sur un contresens aux yeux de leurs auteurs : 

« C'est cette idée qui a fait l'abominable succès de L'Ange, dont je me mords encore les doigts. Le malentendu était complet : on a lu le livre comme une espèce de jérémiade calotine, couvrant d'une dignité spirituelle un pur et simple retour au bercail. Mais pour moi, c'était autre chose : j'avais investi une espérance maximale dans un domaine où elle s'était avérée mal placée. Alors il fallait essayer de comprendre ce que nous avions cherché, à partir du moment où cela ne s'épelait plus avec les mots du discours politique. Ce que nous appelions l'Ange, c'était une figure telle qu'elle fit dans l'histoire une rupture absolue. »

Le 10 juin 1976, dans Les Nouvelles littéraires, Bernard-Henri Lévy lance, en effet, une formule qui devient fameuse : « Les Nouveaux Philosophes ». Guy Lardreau marque ses distances avec la dite « Nouvelle Philosophie », dans un article coécrit avec Christian Jambet, Une dernière fois, contre la « nouvelle philosophie », et publié dans le no 66 de La Nef, en janvier-avril 1978 :

« Nous pensons tout le mal possible de la nouvelle philosophie et nous ne voyons pas pourquoi nous ne le dirions pas, nous aussi, une bonne fois pour toutes ; peut-être y gagnerions-nous qu’on nous laisse enfin en paix (…). Il importe peu, au fond, de savoir qui l’on groupe sous l’étiquette. Simplement, il faut qu’elle existe, qu’elle fasse effet de groupe, qu’elle laisse croire à l’existence d’une école, d’une chapelle, peut-être d’un parti. Malgré les discordances, qui ne peuvent manquer de sauter aux yeux de qui lisent de bonne foi les œuvres ainsi chapeautées, l’on retient seulement qu’il est une « nouvelle philosophie » : c’est donc qu’une telle confrérie satisfait, par sa seule existence, d’impérieuses demandes, qu’elle répond à des attentes : reste à savoir lesquelles. Certainement une demande politique. »

Guy Lardreau se retire définitivement de l’agitation parisienne. Lors des années auxerroises est rédigé le roman en hommage à Charles Dickens, Mooreeffoc, pour le moment inédit.
Alors qu’il suit les cours de Georges Duby au Collège de France, il définit un programme de recherches sur les chrétiens d’Orient. Sa thèse, sous la direction de Georges Duby et d'Évelyne Patlagean, s'intitule : Recherches sur l’histoire de la vie contemplative dans la chrétienté médiévale. Pour mener à bien ce travail sur les pratiques et discours qui contribuent à définir la sainteté, il assiste aux cours de syriaque, puis de copte (son professeur est Gérard Roquet), délivrés par l’École des langues orientales de l’Institut catholique de Paris, dont il obtient le diplôme de syriaque en 1980. De cet ensemble de réflexions sont nés d’une part Les Dialogues avec Georges Duby, et d’autre part Discours philosophique et discours spirituel.
En 1983, il est nommé professeur de classes préparatoires au Lycée Carnot à Dijon, où il prépare les élèves de cours commun et de spécialité « philosophie » au concours de l’École normale supérieure de Fontenay Saint-Cloud (plus tard, ENS Lyon) jusqu’à son départ en retraite en 2007. De 1995 à 2001, par ailleurs, il est élu au Collège international de philosophie, où il délivre trois séminaires :
- La Mélancolie (1996-1998)
- Cours systématique de philosophie populaire (premier semestre 1999)
- Y a-t-il pour la philosophie de petits objets ? (premier semestre 2000).

## Philosophie
Les exigences du métier de professeur sont pour Guy Lardreau inséparables de l’activité philosophique qu’il conduit : il s'agit de soumettre toute pensée à l’exposition systématique et de rendre compte du détail des textes. Ce travail d’explication littérale qui parcourt inlassablement l’histoire de la philosophie, s'oriente du mot de Leibniz : « Je ne méprise presque rien. »
Cette reprise du principe leibnizien signale, avant tout, que le système est la demande même de la philosophie. Ensuite, elle fixe à la philosophie la tâche d’indexer ou d'ordonner, sous une loi, des discours ou des pensées qui s’entre-expriment, c'est-à-dire de faire une philosophie symphonique.
Parmi les discours, il en est qui, à la différence de ces discours majeurs que sont le discours spirituel ou le discours scientifique, semblent marginaux, et qui, pourtant, utilisent des procédés, que la philosophie également, sous son mode propre, met en œuvre. De ces régimes du discours qu'on dit « mineurs » se concluent des modes de la subjectivation, des régimes de vie différents. Guy Lardreau publie, chez Actes Sud, en 1988, dans la collection que dirige Michel Guérin, Le Génie du Philosophe, Fictions philosophiques et science-fiction (récréation philosophique), et en 1997, Présentation criminelle de quelques concepts majeurs de la philosophie (fantaisie pédagogique). Il sera occupé à un troisième volet, laissé inachevé : Intuition philosophique et présence fantastique : une intuition à l’immédiat (divertissement ontologique). Ces trois volumes, consacrés respectivement à la science-fiction, au roman policier, et au roman fantastique, sont regroupés sous le chef de La métaphysique amusante.
Il expose sa théorétique, sa pratique, et les remarques préparant son esthétique, dans un livre majeur, La Véracité, essai d’une philosophie négative, publié en 1993 aux éditions Verdier. Inspirée à la fois du néoplatonisme et du kantisme, la théorétique part de l’opposition apparemment simple entre philosophies du sujet constitué (ou de l’expérience) et philosophies du sujet constituant, ces dernières déployant cependant une pluralité de sujets. Ainsi, Guy Lardreau montre la nécessité de reconnaître quatre + un sujets :
- un sujet constitué-non constituant (le sujet empirique) ;
- un sujet constitué-constituant (les « transcendantaux particuliers », les langues) ;
- un sujet constituant-non constitué (le sujet transcendantal, la langue) ;
- un sujet non constitué-non constituant (le réel qui choit de toute constitution, tel le « noumène » kantien, négation pure) ;
- un sujet déconstitué-déconstituant(principe de déconstitution, la « chimère »).

Par opposition à la « vérité » qui n’a sens que de renvoyer à la « réalité », toute constituée et qui fait barrage au réel – lequel choit de la constitution -, la véracité est l’impératif qui fait valoir les droits de celui-ci, pour autant qu’il puisse être, de quelque façon, relevé. Ne produisant aucune vérité positive, mais faisant valoir de manière vérace, négativement, les droits du réel, auprès d’un discours, par un autre discours (soit la catégorie « empruntée » à Jacques Lacan, et déplacée, de « nœuds de discours »), la philosophie négative est cette philosophie de la véracité : elle représente une limite auprès des autres discours, non comme ferait une négation simple, une rature silencieuse de la vérité, mais comme une suraffirmation généreuse (toute vérité n’étant niée qu’à être suraffirmée). Cette générosité ou cet héroïsme de la raison se formule d’une autre façon : du point de la véracité, il n’y a pas d’erreur, il n’y a « que des propos hors d’ordre ».
À l’occasion d’un hommage rendu à Gilles Deleuze par le Collège international de philosophie, dans L’Exercice différé de la philosophie est formulé le concept de « philosophisation » : la philosophie n’a pas d’objet propre; a fortiori ne s’occupe-t-elle pas de ces grands objets que sont l’amour, la beauté, la mort, Dieu, la vérité, etc. Elle ne consiste pas en un corps clos de propositions d’emblée reconnaissables pour philosophiques, ni en une liste de noms elle aussi formée, éventuellement dilatable, les épinglant. Elle n’existe que d’un travail: non pas, d’ailleurs, en rigueur, sur des « objets », mais sur des discours, qui lui sont étrangers, scientifiques ou non, et qui sont dits « petits », pour indiquer que les problèmes qu’ils posent sont empiriquement décidables.
Le concept de « petit objet » qui en est le corrélat, vise la fois à se défaire de ces « grands » objets qui seraient le propre de la philosophie, et à se défaire d’une philosophie envisagée comme une "collection défunte". La philosophie n’existe que comme « opératrice », philosophisation des autres discours, y compris les plus humbles.
La décision matérialiste s’articule au concept de philosophisation. « Matière » n’existe que d'une décision matérialiste et désigne ce qui précède et ce sur quoi butte un travail de transformation. Si à une époque donnée, les discours seuls sont à transformer, la philosophisation devient alors l’expression la meilleure de la décision matérialiste.

## Publications
- 1966 : Les Cheveux d'Epsilon, roman, Mercure de France, (coll. L'Initiale)
- 1973 : Le Singe d’or. Essai sur le concept d’étape du marxisme, précédée d'une lettre-préface de François Châtelet, Mercure de France
- 1976 : Ontologie de la révolution I, L'Ange : Pour une cynégétique du semblant, en collaboration avec Christian Jambet, Grasset, (coll. « Figures »)
- 1978 : La Mort de Joseph Staline. Bouffonnerie philosophique, théâtre, Grasset, (coll. Figures)
- 1978 : Ontologie de la révolution II, Le Monde : Réponse à la question : qu’est-ce que les droits de l'homme ?, en collaboration avec Christian Jambet, Grasset, (coll. Figures)
- 1980 : Dialogues. Georges Duby–Guy Lardreau, Flammarion, (coll. Dialogues)
- 1985 : Discours philosophique et discours spirituel. Autour de la philosophie spirituelle de Philoxène de Mabboug, Seuil, (coll. L'ordre philosophique), rééd. Le Centurion, 2018
- 1988 : Fictions philosophiques et science-fiction. Récréation philosophique, Actes Sud, (coll. Le Génie du Philosophe), prix Maujean de l’Académie française en 1989
- 1989 : « La Philosophie de Porphyre et la question de l’interprétation. Étude préliminaire », dans Porphyre. L’Antre des Nymphes, Verdier  (ISBN 2-86432-087-8)
- 1993 : La Véracité. Essai d’une philosophie négative, Verdier  (ISBN 2-86432-163-7)
- 1997 : Présentation criminelle de quelques concepts majeurs de la philosophie. Fantaisie pédagogique, Actes Sud, (coll. Le Génie du Philosophe)
- 1999 : L’Exercice différé de la philosophie. À l’occasion de Deleuze, Verdier  (ISBN 2-86432-310-9)
- 2001 : Vive le matérialisme !, Verdier  (ISBN 2-86432-349-4)
- 2013 : Dialogues avec Georges Duby, Les petits Platons, (coll. Les Dialogues des petits Platons)  (ISBN 978-2-36165-042-1) (BNF 43711874)
- 2018 : Faces de l'ange déchu, Le Centurion